# Blijneieiski
Blijneieiski - Ближнеейский (rus) és un possiólok del krai de Krasnodar, a Rússia. Es troba a les terres baixes del Kuban-Azov, a la península de Ieisk. És a 4 km al sud del centre de Ieisk i a 189 km al nord-oest de Krasnodar.
Pertany al possiólok de Xirotxanka.